# Represa de Brno
La Represa de Brno (en el dialecto coloquial Prýgl) o bien Presa de Brno, es una obra arquitectónica en el río Svratka. Anteriormente, se llamaba la Represa de Kníničky porque su construcción causó la inundación de la aldea Kníničky. La represa solía servir de aprovisionamiento del agua para la ciudad de Brno (para lo cual sirven ahora la represa Vír y el agua de la perforación en Březová), de recreación y de recurso de la energía eléctrica.
| Datos de embalse   |                            |
| Superficie         | 259 ha                     |
| Capacidad total    | 7 600 000 m³               |
| Profundidad maxima | 23,5 m                     |
| Aflujo             | Svratka                    |
| Desagüe            | Svratka                    |
| Comuna             | Brno-Bystrc, Brno-Kníničky |
| Municipio          | Brno-ciudad                |
| Región             | Moravia Meridional         |
| Estado             | República Checa            |
| Continente         | Europa                     |

## Informaciones generales
La idea de construir una presa sobre el río Svratka aparecía desde principios del siglo XX, pero su construcción fue efectuada entre los aňos 1936–1940. El inversionista principal fue el entonces Ministerio de Obras Públicas junto con la ciudad de Brno y el País Moravo-Sileziano (que entonces era una provincia).
El levantamiento de la represa empieza debajo del Molino Tejkal en Veverská Bitýška y hasta el dique en las fronteras de las comunas Brno-Bystrc y Brno-Kníničky mide poco menos de 10 km. El embalse es de 259 ha, su contenido constante es de 7,6 millones de m³ y su capacidad de reserva es de 10,8 millones de m³. El dique construido de hormigón mide 7,14 metros de ancho, 120 metros de largo y se encuentra en la altura de 233,72 metros.
Hay una central eléctrica hidráulica llamada Kníničky que se encuentra dentro del dique. 
Al final de la Segunda Guerra Mundial, cuando las tropas alemanas regresaban, minaron el dique y pusieron ahí un tonel con trinitrotolueno (al principio querían meter los explosivos dentro la canalización pero esta última fue sellada con hormigón por los trabajadores checos como la protección de los sabotajes). En la casa del vigilante del dique – entonces era el señor Šikula – metieron las ametralladoras. Šikula, que se escondía con unas cuantas personas más, en la sala de máquinas, avisó al Ejército Rojo de la acción de los alemanes, pero fue baleado. Hoy en día hay una placa en honor de Šikula en el dique.

## Turismo
La represa de Brno es el lugar favorito de recreación tanto para de sus habitantes como para los turistas. Sus orillas están bordeadas por bosques vastos (Obora en el borde izquierdo, los bosques Podkomorské en el derecho) con lo cual no es solamente un lugar atractivo para los deportes acuáticos sino también para el turismo y cicloturismo. El destino de numerosos visitantes es también el Castillo Veveří, el cual se halla a unos pocos kilómetros caminando por el borde izquierdo (cerca de Veverská Bitýška). Un puente para cruzar la represa (para los peatones y los ciclistas) fue construido al pie del castillo.
Es posible bañarse en la represa sin riesgo para la salud. La cianobacteria se encuentra solamente en el borde septentrional de la represa, y muy excepcionalmente.

## Cultura
Anualmente hay un concurso internacional de fuegos artificiales Ignis Brunensis en la superficie de la represa.

## Polución
A causa de la polución del agua por los lavajos comunales, la represa sufrió una excesión de la cianobacteria. Povodí Moravy (una empresa pública de Brno) obtuvo a principios del año 2010 una licencia para la utilización de los materiales químicos contra la cianobacteria. Sin embargo esta gestión no es efectiva, según el estudio del Instituto Hidrobiológico de la Academia de Ciencias de la República Checa, y no asegura una solución a largo plazo. Además la agrupación ecológica Děti Země (Hijos de la Tierra) suponían que trataba solamente de una estrategia preelectoral porque la desaparición de la cianobacteria fue prevista nada más que para el tiempo que durara la campaña. De todos modos, en el 2011, la represa estaba limpia y era posible bañarse.

## Transporte naval
El transporte público de Brno realiza durante la temporada de verano el transporte naval, el cual pasa del puerto en Bystrc a Veverská Bitýška. Hay tres nuevas naves en el servicio: Lipsko, Utrecht y Viena, las cuales son denominadas según las "ciudades hermanadas" de la ciudad de Brno y tres naves ancianas: Brno, Dallas y Veveří.

## Deporte
La represa sirve también de campo de deportes. Aparte del canoísmo, esquí acuático y deportes de vela, sirve para practicar el remo. Hay varios clubs que operan ahí, entre ellos el club de remo ČVK Brno o club de yachting y remo TJ Lodní sporty (la más famosa es la remera Miroslava Knapková).

## Eventos
En el año 2011 se inició un debate entre los favoredores y oponentes de la construcción del planificado teleférico.